# Air Traffic
Air Traffic is een Britse rockband uit Bournemouth, Engeland. De naam van Air Traffic werd afgeleid van de plek waar ze vroeger repeteerden, het vliegveld van Hurn. De apparatuur van de band kon tijdens repetities signalen oppikken van de luchtverkeersleiding van het vliegveld. Kenmerkend van de muziek van Air Traffic is dat er veel gebruik wordt gemaakt van de piano. De liedjes zijn gecomponeerd door de zanger van de band, Chris Wall. De bekendste nummers van Air Traffic zijn Shooting Star en No more running away, beide nummers haalden de Tijdloze 100, een hitlijst van Studio Brussel.

## Bandgeschiedenis

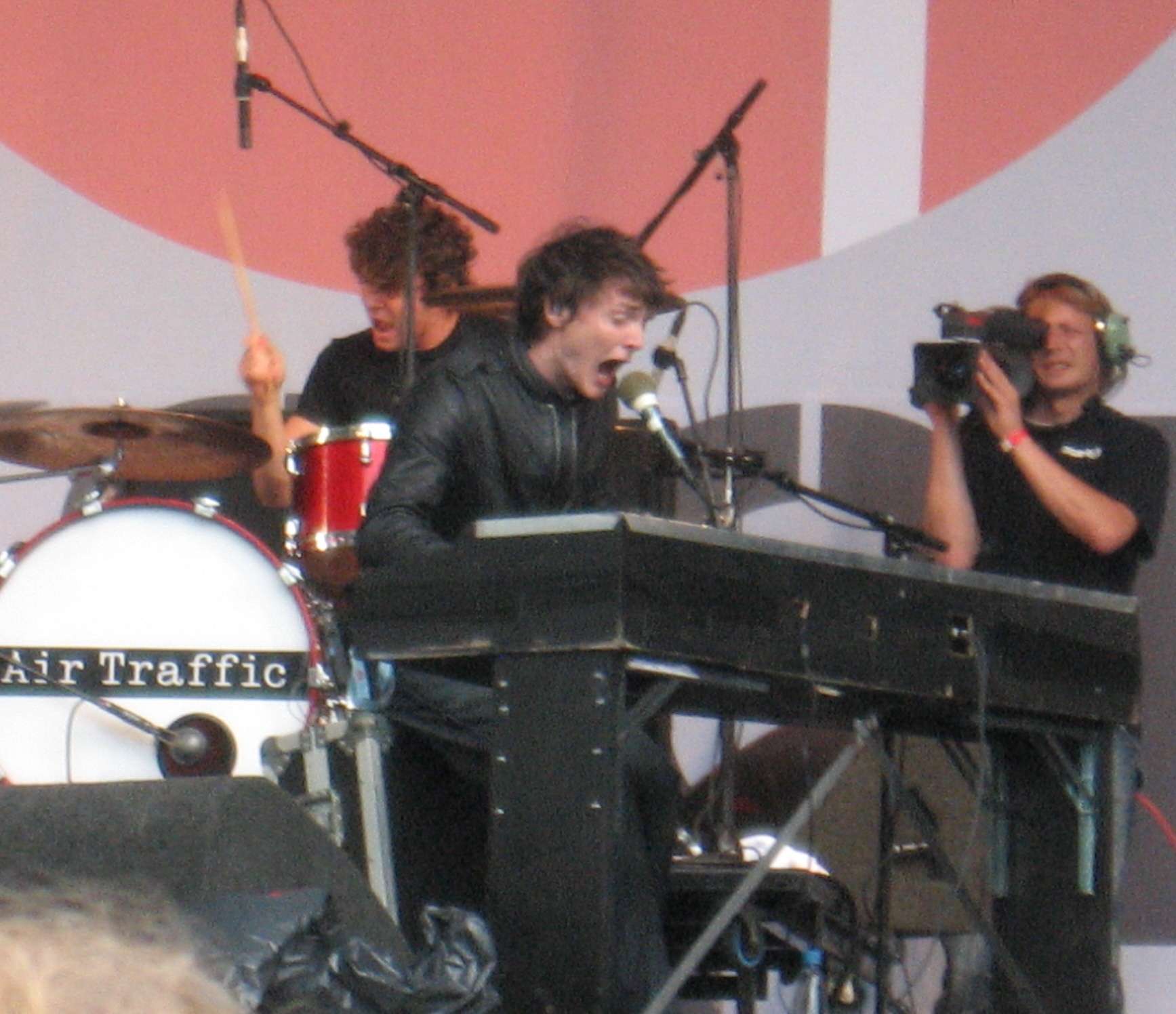
Chris Wall

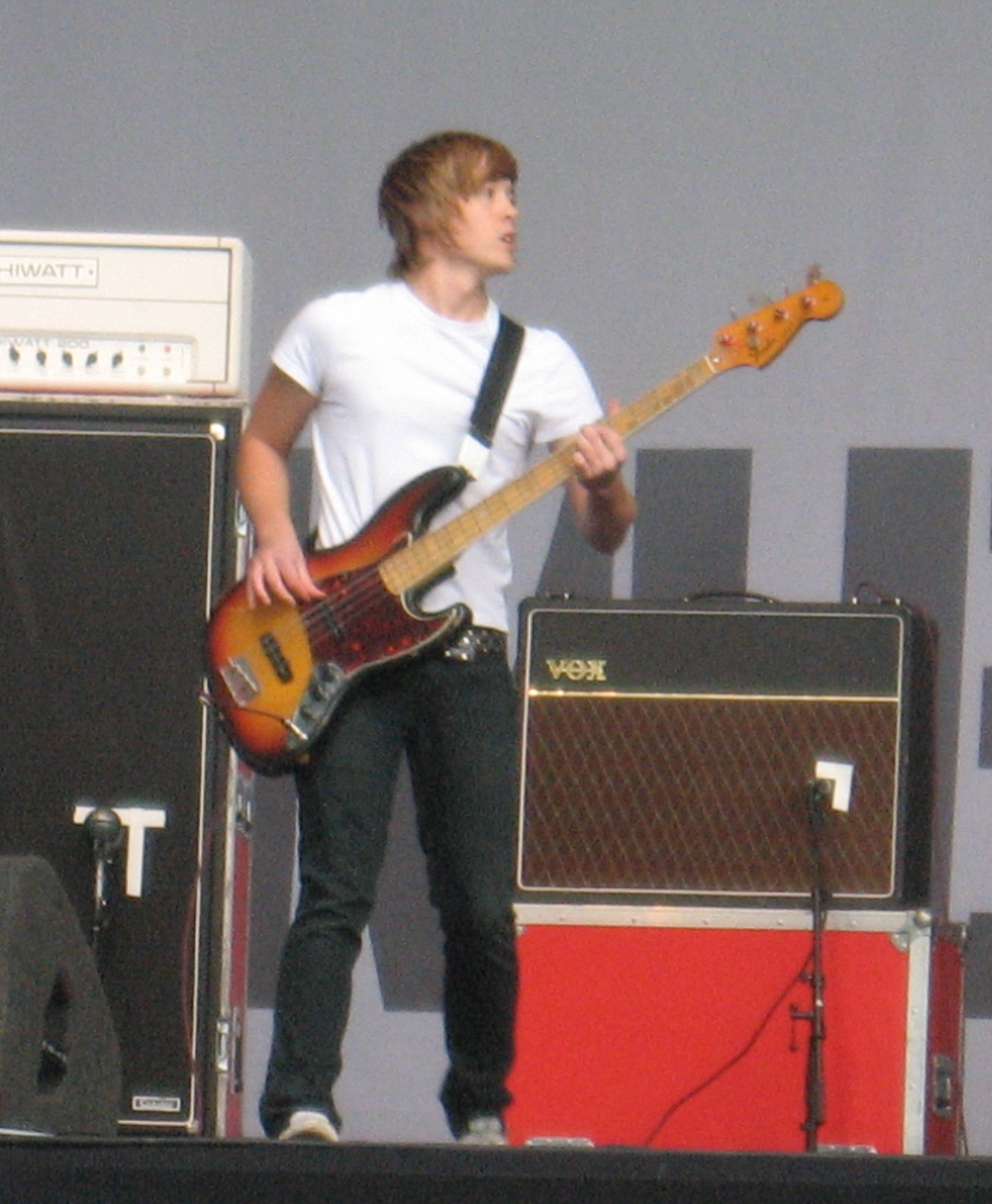
Jim Maddock

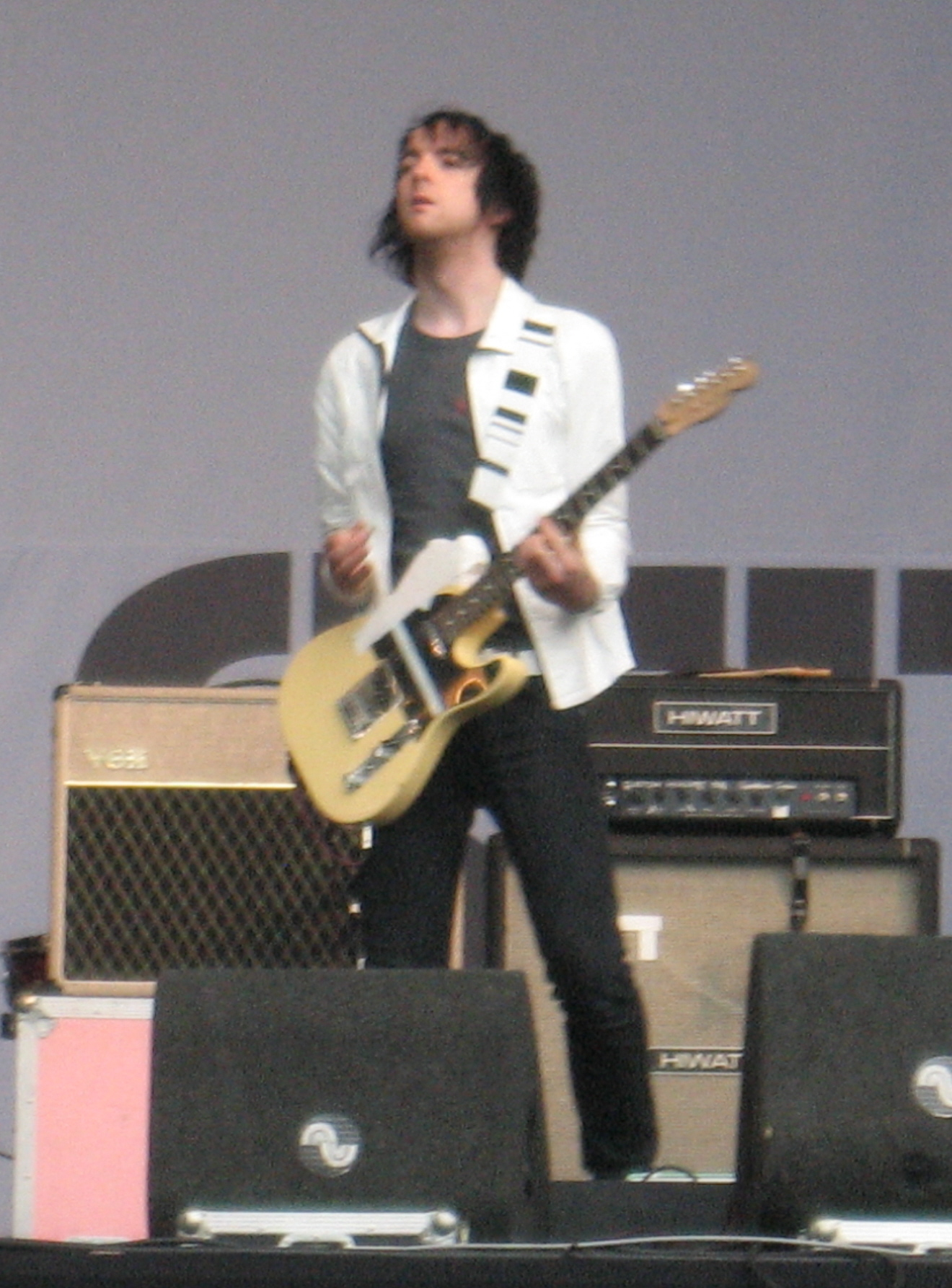
Tom Pritchard

De eerste single van Air Traffic met de nummers "Just Abuse Me" en "Charlotte" kwam uit in juli 2006 op het platenlabel Club Fandango. Van deze single werden binnen enkele dagen na de release 500 exemplaren verkocht. Door deze verkoopcijfers werd de band inschreven bij Tiny Consumer, van platenproducent David Kosten. Daarna werd de band ook ontdekt door de radiozenders en met het nummer "Never Even Told Me Her Name" was Air Traffic te horen op de Engelse radiozenders Radio 1 en Kerrang! Radio.
Het grootste deel van augustus en september 2006 brachten ze door in de opnamestudio in Monmouth, Wales. Hierna kwamen er vier nummers uit als een EP op 30 oktober. Dat waren: "Never Even Told Me Her Name", "Get In Line", een akoestische versie van "Time Goes By" en een demo van "Shooting Star" die later nog uitgebracht werd.
Op 24 november 2006 had Air Traffic zijn eerste televisieoptreden bij Later With Jools Holland naast de optredens van The Killers en Lucinda Williams. Ze speelden toen beide nummers van hun eerste single, "Charlotte" en "Just Abuse Me".
Air Traffic heeft op 26 maart 2007 het nummer "Charlotte" opnieuw uitgebracht. Het was een poging om in de hitlijsten te komen. "Charlotte" haalde de 33e positie in de UK Singles Chart. De band bracht de single "Shooting Star" uit op 18 juni 2007.
Op 28 juni 2007 speelden ze op Rock Werchter. Op 24 juni en 17 augustus 2007 kwam Air Traffic naar Nederland. Ze traden op op Parkpop en op het Lowlands Festival. Op 31 mei 2008 was de band op Pinkpop te zien.
Op Donderdag 3 juli 2008 mochten ze het festival Rock Werchter openen, waar ze ook vrijdag op de Main Stage speelden omdat Pete Doherty en zijn Babyshambles hadden afgezegd.
Op 30 augustus 2008 zou de band spelen op festival de Beschaving, dit is niet doorgegaan doordat Chris niet aanwezig was.
Op 26 augustus 2010 kondigde Chris Wall op hun website aan om even een pauze te nemen voor onbepaalde tijd om andere dingen te proberen. Dit bevestigt de geruchten die al rondgingen over een split van de band.

## Discografie
Cds
Fractured Life (2007)
1. Just Abuse Me
2. Charlotte
3. Shooting Star
4. No More Running Away
5. Empty Space
6. Time Goes By
7. I Like That
8. Never Even Told Me Her Name
9. Get in Line
10. I Can't Understand
11. Your Fractured Life
  - ook nog een verborgen track, genaamd "Pee Wee Martini"

Eps
Never Even Told Me Her Name (30 oktober, 2006) Tiny Consumer (EMI)
Singles
| Releasedatum   | Titel                                                                             | B-kant | Label                          | UK Chart | Album          |
| -------------- | --------------------------------------------------------------------------------- | --- | ------------------------------ | -------- | -------------- |
| July 17, 2006  | "Just Abuse Me" / "Charlotte" (Double-A Side Limited Edition cd and 7-inch Vinyl) | None | Label Fandango                 | N/A      | Fractured Life |
| March 26, 2007 | "Charlotte" (cd and 2 7-inch Vinyl re-release)                                    | "An End To All Our Problems" (cd) "Learning How To Shout" (7-inch Vinyl (1)) 7-inch Vinyl (2) supplied with "Charlotte (Acoustic)" as A-side    | Tiny Consumer (EMI Recordings) | 33       | Fractured Life |
| June 18, 2007  | "Shooting Star"                                                                   | "This Old Town" (cd) "Left Out In The Rain" (7-inch Vinyl (1)) 7-inch Vinyl (2) supplied with an alternate version of "Shooting Star" as A-side | Tiny Consumer (EMI Recordings) | N/A      | Fractured Life |

## Hitlijsten

### Albums
| Album met eventuele hitnotering(en) in de Nederlandse Album Top 100 | Datum van verschijnen | Datum van binnenkomst | Hoogste positie | Aantal weken | Opmerkingen |
| ------------------------------------------------------------------- | --------------------- | --------------------- | --------------- | ------------ | ----------- |
| Fractured Life                                                      | 2007                  | 07-07-2007            | 71              | 3            |             |

| Album met hitnotering(en) in de Vlaamse Ultratop 200 albums | Datum van verschijnen | Datum van binnenkomst | Hoogste positie | Aantal weken | Opmerkingen |
| ----------------------------------------------------------- | --------------------- | --------------------- | --------------- | ------------ | ----------- |
| Fractured Life                                              | 2007                  | 14-07-2007            | 27              | 32           |             |

### Singles
| Single met hitnotering(en) in de Vlaamse Ultratop 50 | Datum van verschijnen | Datum van binnenkomst | Hoogste positie | Aantal weken | Opmerkingen |
| ---------------------------------------------------- | --------------------- | --------------------- | --------------- | ------------ | ----------- |
| Charlotte                                            | 2007                  | 23-06-2007            | tip7            | -            |             |
| Shooting Star                                        | 2007                  | 20-10-2007            | 36              | 5            |             |
| No More Running Away                                 | 2008                  | 01-03-2008            | 29              | 4            |             |
| Time Goes By                                         | 2008                  | 31-05-2008            | tip12           | -            |             |
| Almost Human                                         | 2017                  | 04-11-2017            | tip15           | -            |             |